# Amastus mesorhoda
Amastus mesorhoda là một loài bướm đêm thuộc phân họ Arctiinae, họ Erebidae.